# Histoire de la colonne infâme
 (octobre 2011).
Si vous disposez d'ouvrages ou d'articles de référence ou si vous connaissez des sites web de qualité traitant du thème abordé ici, merci de compléter l'article en donnant les références utiles à sa vérifiabilité et en les liant à la section « Notes et références ».
Histoire de la colonne infâme (en italien, Storia della Colonna Infame) est un essai historique de l'écrivain italien Alessandro Manzoni.
Du point de vue chronologique, cet essai appartient au même contexte dans lequel est né le chef-d'œuvre de l'auteur, le roman historique Les Fiancés (en italien, I Promessi Sposi). Au début, il avait été imaginé comme une longue digression contenue dans le 4e tome de la première édition du roman (dite Ventisettana, car elle fut publiée en 1827), connue avec le titre Fermo e Lucia, immédiatement après une autre digression sur les événements tragiques de la peste de Milan de 1630, mais le même auteur, dont on connaît la perpétuelle insatisfaction par rapport à ses œuvres, qu'il revoyait plusieurs fois, était convaincu que cette espèce de parenthèse détournerait les lecteurs du roman de son but réel. Cette conviction l'amène à exclure temporairement la question de la colonne infâme, avec l'intention d'en faire un appendice historique à ajouter à la deuxième édition (la si-dite Quarantana). L'essai étant effectivement trop long pour être inséré dans l'œuvre, Manzoni lui donna enfin le titre sous lequel il est encore connu, et le publia en 1840, la même année que l'édition finale du roman.

## Historique
L'histoire, historiquement authentique, nous présente la ville de Milan accablée en 1630 par une terrible épidémie de peste (la même qui apparaît dans Les Fiancés), et victime de l'hystérie par laquelle la population effrayée réagit à la catastrophe. Cette réaction est à la base du procès intenté contre deux citoyens, le commissaire à la santé Guglielmo Piazza et le barbier Gian Giacomo Mora, accusés à tort par une vieille femme, Caterina Rosa, d'être deux infecteurs (en italien, untori), c'est-à-dire des individus soupçonnés de propager l'épidémie dans la ville au moyen d'un mystérieux liquide jaunâtre.
Le procès, qui eut lieu à l'été 1630, se termina par la condamnation à mort de deux innocents et par la destruction de la maison-boutique de Mora : sur les décombres de celle-ci l'on érigea, en tant qu'avertissement à tous les citoyens, la colonne infâme qui donne son nom à l'histoire. Le monument est accompagné d'une inscription en latin :
« Ici, où s'étend cette place s'élevait autrefois la boutique du barbier Giangiacomo Mora, qui, ayant conspiré avec Guglielmo Piazza, commissaire de la Santé publique, et avec d'autres, pendant qu'une peste affreuse exerçait ses ravages, par des onguents mortels répandus de tous côtés, précipita beaucoup de citoyens vers une mort cruelle. C'est pourquoi le Sénat, les ayant tous deux déclarés ennemis de la patrie, ordonna que, placés sur un char élevé, ils seraient tenaillés avec un fer rouge, leur main droite tranchée, leurs os rompus ; qu'ils seraient étendus sur la roue, et, après six heures, mis à mort, brûlés ; ensuite, et pour qu'il ne restât aucune trace de ces hommes criminels, que leurs biens seraient vendus à l'encan, leurs cendres jetées dans le fleuve ; et, afin d'éterniser la mémoire de ce fait, le Sénat voulut que cette maison, où le crime avait été préparé, fût rasée, sans jamais pouvoir être réédifiée, et à sa place fût élevée une colonne qu'on appellerait infâme. Arrière donc, arrière, bons citoyens, de peur que ce sol maudit ne vous souille de son infamie. août 1630»
Il fallut attendre 1778, quand Pietro Vierri publia ses Observations sur la torture, pour que la colonne infâme soit démolie ; entretemps, elle était devenue un témoignage de honte non contre les deux accusés, mais contre les juges coupables d'une injustice terrible. La stèle qui faisait partie du monument, et qui porte une description de la sentence et des peines infligées, est aujourd'hui conservée à l'intérieur du château des Sforza à Milan.
Dans cet essai, Manzoni traite la relation qui existe entre la responsabilité individuelle et les croyances et convictions populaires de l'époque. Au long d'une analyse historique, juridique et psychologique, l'auteur met en évidence l'erreur des juges et l'abus de pouvoir dont ils se rendirent coupables au détriment du sens commun et de toute forme de pitié humaine, sous l'influence d'une conviction sans fondement et de la peur causée par l'épidémie de peste.

## Médias
- Histoire de la colonne infâme, lundimatin #185, 2 avril 2019